# Huis ter Hallen

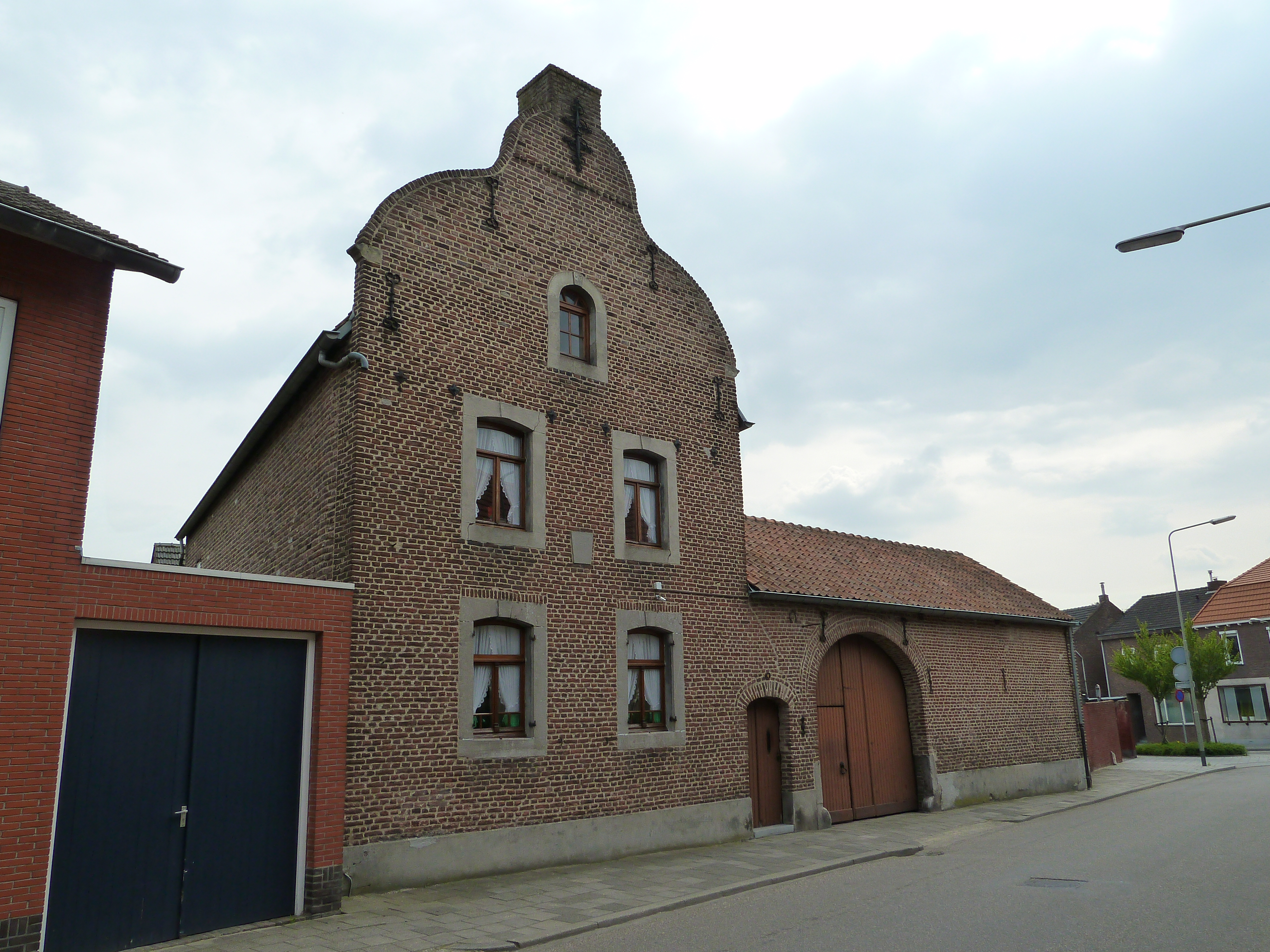

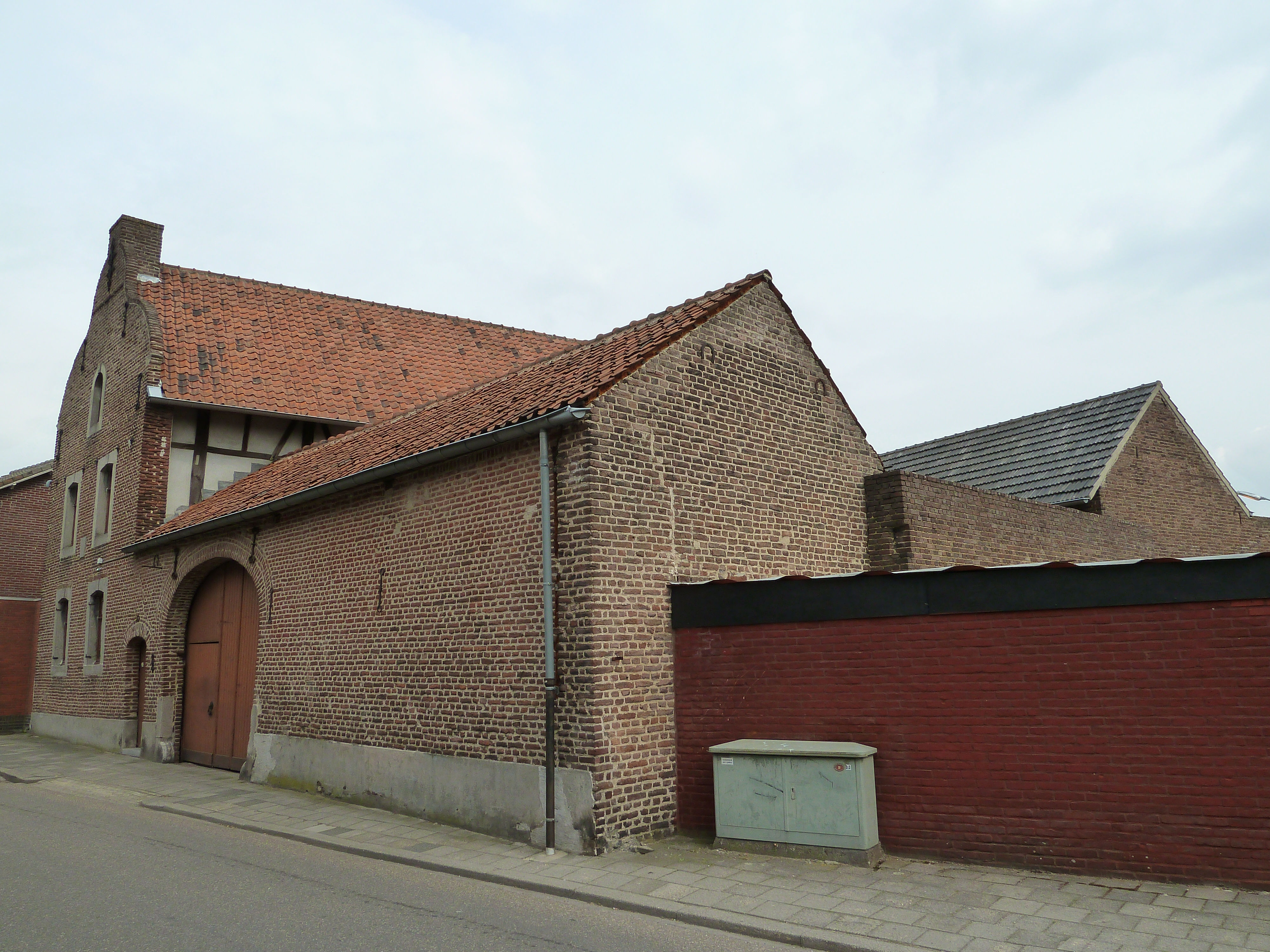

Huis ter Hallen is een woonhuis aan de Eindstraat in Schinveld in de Nederlands Zuid-Limburgse gemeente Beekdaelen. Het gebouw is opgetrokken in baksteen en heeft ook resten van vakwerkbouw. Aan de voorzijde heeft het gebouw een in- en uitgezwenkte topgevel. Verder heeft het pand segmentboogvensters in Naamse steen. Op een sluitsteen is het jaartal 1768 aangebracht.
Rechts van het huis is er een poortvleugel gebouwd.
Het gebouw is een rijksmonument.